# 덴마크 공주 엘리사베트
덴마크 공주 엘리사베트(Princess Elisabeth of Denmark, 1935년 5월 8일 ~ 2018년 6월 19일)는 덴마크 왕실의 일원이었다. 그녀는 덴마크 세습 왕자 크누드와 덴마크 왕자빈 카롤리네마틸데의 고명딸이자 장녀였고, 이전 덴마크 군주였던 마르그레테 2세의 사촌이었다.